# زن روز
زن روز مجله‌ای از گروه نشریات روزنامهٔ کیهان است که دربارهٔ مدل‌های لباس زنانه، اخبار زنان، پزشکی، زیبایی، سرگرمی، کودکان، بازیگران، تاریخچهٔ لباس، که در ایران منتشر می‌شود.

## بنیان‌گذاری

مجید دوامی، بنیان‌گذار زن روز

این نشریه در اوایل دههٔ ۱۳۴۰ شمسی توسط مجید دوامی بنیان‌گذاری شد. دوامی معتقد به روزنامه‌نگاری جنجالی بود. او، در بازگشت از سفر به ایالات متحدهٔ آمریکا، که به‌منظور یک دورهٔ مطالعاتی بود، با خود طرحی به همراه داشت که توانست با موافقت دکتر مصباح‌زاده در کیهان آن را به اجرا درآورد، که نتیجهٔ آن در سال ۱۳۴۳ هجری خورشیدی (۱۹۶۵/۱۹۶۴ میلادی) انتشار پرتیراژترین مجلهٔ تاریخ ایران، یعنی هفته‌نامه زن روز، با مدیریت فروغ مصباح‌زاده و سردبیری تام‌الاختیار مجید دوامی بود.

## قبل از انقلاب ۱۳۵۷ ایران

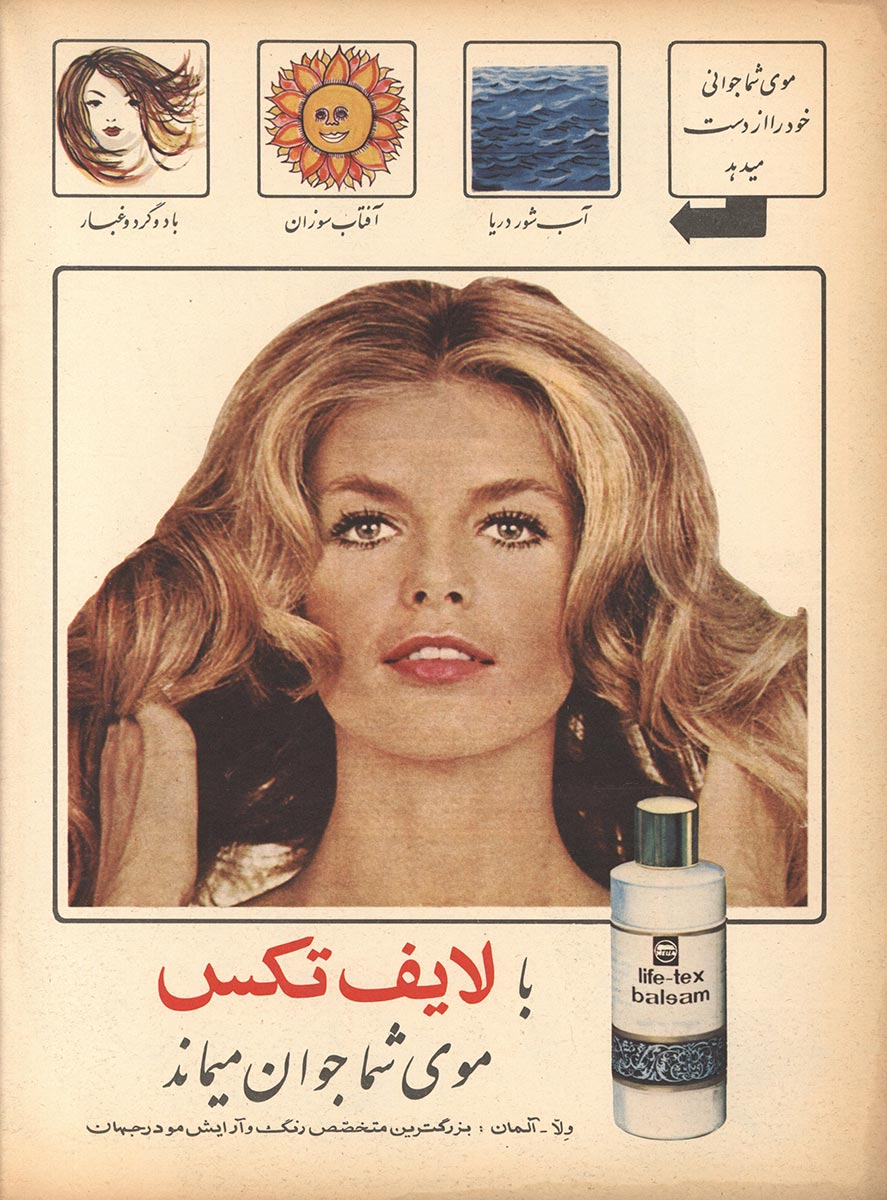
تبلیغی از برند آلمانی وِلا در مجلهٔ زن روز در شمارهٔ ۳۰۳ به تاریخ شنبه ۲۶ دی ۱۳۴۹/ ۱۶ ژانویهٔ ۱۹۷۱

زن روز قبل از انقلاب ۱۳۵۷ و بعد از اصلاحات مشهور به انقلاب شاه و ملت عملاً پرچمدار مدرنیزم و فمینیسم در ایران بود.
در این مجله برای سلیقه‌های مختلف مطلب وجود داشت.
از جمله طرح‌های جنبی و جنجالی مجلهٔ زن روز برپایی مسابقاتی با عنوان دختر شایسته ایران بود که در زمرهٔ مسابقات جهانی قرار داشت و یک بار منتخب ایرانی این مسابقه موفق شد که در مسابقات جهانی برگزیده شود. این طرح از بدو شروع با مخالفت محافل سنتی و مذهبی مواجه گردید.
در سال ۱۳۴۵ شخصی به نام ابراهیم مهدوی زنجانی لایحه‌ای در چهل ماده تنظیم و در مجلهٔ زن روز منتشر کرد و وعده داد که طی مقالاتی از نظرات خود مستدلاً دفاع کند. این لایحه با محوریت تعویض قوانین مدنی در حقوق خانوادگی بود.
مرتضی مطهری در نقد نظرات مهدوی زنجانی مطالبی نگاشته است که همراه با مقالات ابراهیم مهدوی زنجانی در مجلهٔ زن روز چاپ شده است. نخستین مقاله در شمارهٔ ۸۸ این مجله در آبان ۱۳۴۵ منتشر شد. پس از شش هفته، مهدوی زنجانی بر اثر سکتهٔ قلبی درگذشت. در ادامه، از مرتضی مطهری دعوت شد که به خاطر استقبال فراوان، مستقلاً مقالات خود را دنبال کند، و به این ترتیب ۳۳ مقاله در آن مجله نوشته و منتشر شد.

## بعد از انقلاب ۱۳۵۷ ایران
در پاییز ۱۳۵۷ و در آستانهٔ وقایع انقلاب ۱۳۵۷ دوامی مورد تعقیب نیروهای مذهبی و سنت‌گرا و به‌ویژه صادق خلخالی قرار گرفت و اعلامیه‌هایی نیز برای یافتن وی پخش شد. خلخالی وی را موجب فساد زنان ایران و قتلش را واجب می‌دانست.
انتشار این نشریه در حال حاضر نیز ادامه دارد و همچنان زیرمجموعهٔ مؤسسهٔ کیهان است.